# 1978 en Algérie
Chronologie de l’Algérie
- 1974
- 1975
- 1976
- 1977
- 1978
- 1979
- 1980
- 1981
- 1982

Cet article présente les faits marquants de l'année 1978 en Algérie ou relatifs à l'Algérie; datation selon le calendrier grégorien.

## Événements
- Fin de l'activité de la base secrète française, au nom de code «B2-Namous», destinée à tester des armes chimiques. Elle avait été installée en 1935 dans une zone désertique au nord-ouest du Sahara[1].
- 21 janvier : l’Algérie nationalise cinq sociétés pétrolières françaises[2].
- 27 décembre : mort du président algérien Houari Boumédiène des suites de sa maladie rare[3].
- 20 septembre : réunion à Damas d’un sommet du « Front de la fermeté » opposé aux accords de Camp David, composé de l’Algérie, de l’OLP, de la Syrie, de la Libye, et du Yémen du Sud[4].

## Sports
- Jeux africains de 1978

### Basket-ball
- Coupe d'Algérie de basket-ball 1978-1979

### Football
- Équipe d'Algérie de football en 1978
- Championnat d'Algérie de football 1977-1978
- Championnat d'Algérie de football 1978-1979
- Championnat d'Algérie de football de deuxième division 1977-1978
- Championnat d'Algérie de football de deuxième division 1978-1979
- Coupe d'Algérie de football 1977-1978
- Coupe d'Algérie de football 1978-1979
- Saison 1977-1978 de l'USM Alger
- Saison 1978-1979 de l'USM Alger

## Culture

### Cinéma
- El Moufid (المفيد), film algérien réalisé par Amar Laskri, sorti en 1978, avec Rouiched, Abdelhalim Rais et Mohamed Chouikh dans les rôles principaux.

## Naissances en 1978
- Naissance en Algérie en 1978

## Décès en 1978
- Décès en Algérie en 1978